# League of Legends EMEA bajnokság
A League of Legends EMEA Championship (LEC) a Riot Games által az EMEA-régióban (Európa, Közel-Kelet és Afrika) működtetett professzionális League of Legends esport bajnokság, amelyben tíz csapat versenyez. Minden éves játékidény három részre oszlik: téli, tavaszi és nyári szezonra, amelyek mindegyike háromhetes körmérkőzéses bajnokságokból áll, majd a legjobb hat csapat közötti rájátszással zárul. A szezon végén a legjobban teljesítő csapatok kvalifikálják magukat az éves League of Legends világbajnokságra. A LEC a League of Legends játék legmagasabb szintjét képviseli az EMEA régióban.
Néhány turnéesemény kivételével a LEC minden játékát élőben játsszák a Riot Games Arénában, a berlini Adlershofban, Németországban. A kis stúdióközönség mellett minden játékot élőben közvetítenek több nyelven a Twitch-en és a YouTube-on, az adások rendszeresen több mint 300 000 nézőt vonzanak.
Magyar nyelven az Esport2tv-n lehet nézni az adásokat.
A LEC népszerűsége és sikere jelentős médiafigyelmet keltett. 2016. szeptember 30-án a francia szenátus egyhangúlag elfogadta a Digitális Köztársaságról szóló törvény  utolsó változatát, amely jelentősen javítja a LEC játékosok és általában az esportolók vízumeljárását, jogi keretet ad az esport szerződésekhez, mechanizmusokat vezet be a pénzdíjak kifizetésének biztosítására, meghatározza a kiskorú esportolók jogait, és még sok minden mást. Néhány hónappal korábban Franciaország egy új esport-szövetséget is bevezetett, a „France Esports” nevet, amelynek feladata, hogy az esportok képviseleti szerve legyen a kormány felé, és „a Francia Nemzeti Olimpiai és Sportbizottság partnereként szolgáljon minden olyan kérdésben, amely az elektronikus sportok önmagukban vett sportként való elismerésével kapcsolatos”. Spanyolország 2016 novemberében ugyanezt tette, létrehozva a Spanyol Videojátékok és Esports Spanyol Videojátékok és Esports Szövetségét Spanish Federation of Video Games and Esports. A LEC szponzorokat vonzott az LG UltraGear, a Kia, a Red Bull, és az Erste Group részéről.
Jelenleg a Fnatic az egyetlen olyan csapat, amely a 2013-as tavaszi felosztás óta minden szakaszban játszott.

## Korábbi nevek
- 2013–2018: European League of Legends Championship Series (EU LCS)
- 2019–2022: League of Legends European Championship (LEC)
- 2023–jelenleg: League of Legends EMEA Championship (LEC)

## Története
A Riot Games 2009 októberében indította útjára a League of Legends-et, és felkeltette a versenyjátékos közösség figyelmét. A versenyjáték első két szezonja többnyire harmadik felek által szervezett versenyekből állt, mint például az Intel Extreme Masters Európában, amelyet a Riot Games által szervezett világbajnokság koronázott meg.
A Riot Games 2012. augusztus 6-án jelentette be az LCS megalakulását, ezzel egy teljesen professzionális, a vállalat által működtetett, nyolc csapatot felvonultató, rendszeres menetrenddel és garantált fizetéssel a játékosok számára. Mivel az LCS csak a professzionális játék harmadik évében indult, az LCS-t „Season 3”-nak nevezték el. A 2012 augusztusában megrendezett Riot Games európai regionális bajnokság első három helyezettje automatikusan kvalifikálta magát, a fennmaradó öt csapatról pedig a 2013 januárjában megrendezett selejtezőtornákon döntöttek. Minden LCS-szezon két splitre van osztva, tavaszi és nyári szezonra; az első tavaszi split első mérkőzéseire 2013. február 7-én került sor Észak-Amerikában és 2013. február 9-én Európában.
Az LCS 3. szezonja a Fnatic, a Lemondogs és a Gambit Gaming első három helyezettjével zárult. Ezek a csapatok jutottak tovább a 3. szezon világbajnokságára.
A Riot Games 2014-ben megváltoztatta az elnevezési konvenciókat, és a szezont „2014 Season” helyett „Season 4”-nek nevezte el. A League of Legends Challenger Series-t a feljutás és a kiesésért folyó verseny második szintjeként hozták létre.
A 2014-es szezon végén egy bővítési tornát rendeztek Európában, amely két csapattal bővítette a régiót, így a 2015-ös szezon kezdetére az LCS összesen 10 csapatot számlált.Ezen kívül a Riot bevezette a „bajnoki pontok” koncepcióját, amelyeket a csapatok a teljesítményük alapján szereztek a splitek és a rájátszás során, hogy kvalifikálják magukat a League of Legends világbajnokságra.
A 2015-ös nyári európai LCS-döntőt a stockholmi Hovet Arénában játszották. A sorozat a Fnatic 3-2-es győzelmével ért véget az Origen ellen, és közel 1 millió egyidejű nézőszámot ért el a Twitch-en, a YouTube-on és az Azubun - ez az eddigi legmagasabb nézőszám minden LCS-meccsen.
A 2016-os tavaszi európai LCS-döntőt a rotterdami Rotterdam Ahoyban rendezték meg, ahol a G2 3-1-re nyert az Origen ellen, és ezzel megszerezte első LCS-címét. A 2016-os tavaszi európai LCS-szakasz volt az első alkalom, amikor a G2 a profi LCS-ben játszott, miután 2016 nyarán az európai Challenger Series és az európai promóciós torna megnyerése miatt feljutott.
A 2016-os nyári európai LCS-döntőt a lengyelországi Krakkóban, a Tauron Arénában rendezték meg. A G2 3-1-re nyert a Splyce ellen, és ezzel megszerezte második LCS-címét. A Splyce később megnyerte a 2016-os Summer European Gauntletet, és harmadik helyezett európai csapatként kvalifikálta magát a világbajnokságra.
A 2017-es tavaszi európai LCS-döntőre a hamburgi Barclaycard Arénában került sor, ahol a G2 3-1-re nyert az Unicorns of Love ellen, ezzel megszerezte harmadik LCS-címét, és kvalifikálta magát a Mid-Season Invitational (MSI), egy évente megrendezett nemzetközi League of Legends-versenyre. A G2 a második helyen végzett a 2017-es MSI-n, a döntőben 1-3-as vereséget szenvedve a koreai SKT T1 képviselőjétől. A Summer Split LCS döntőjére Párizsban, az AccorHotel Arénában került sor, ahol a G2 Esports 3-0-ra nyert a Misfits Gaming ellen.
2019-ben a liga „Europe League Championship Series”-ről (EU LCS) „League of Legends European Championship”-re (LEC) változott, és megkezdődött a franchise-rendszer. 2019-ben az észak-amerikai LCS példáját követve, amely egy évvel korábban franchise-rendszert vezetett be, az LEC tíz állandó franchise-partnert választott, felváltva a korábbi feljutási és kiesési formátumot. Az EU LCS másodlagos ligája, az EU Challenger Series (EUCS) ennek következtében megszűnt, és helyébe egy European Masters nevű független bajnokság lépett, amelyben Európa számos regionális ligájának legjobb csapatai vesznek részt.
2020-ban a liga a nyilvános Twitter-fiókján keresztül bejelentette, hogy partnerséget kötött egy tervezett szaúd-arábiai várossal, Neommal. Az országban tapasztalható emberi jogi visszaélések, többek között az LMBT emberek kriminalizálása miatti jelentős közösségi visszhangot követően a partnerséget másnap lemondták. Újabb két nappal később a liga Esports EMEA igazgatója, Alberto Guerrero közleményt adott ki, amelyben bocsánatot kért a közösségtől a partnerségi döntés miatt, hangsúlyozva, hogy bocsánatot kér a „nőktől, LMBTQIA+ személyektől és a közel-keleti League of Legends játékosoktól”.
2023-tól Törökország, a FÁK és a MENA régió egyesült az európai régióval, így az EMEA (Európa, Közel-Kelet és Afrika) régióvá vált. A „League of Legends Európa-bajnokság” „League of Legends EMEA-bajnokság” lett, ami azt jelenti, hogy a Törökország és a FÁK ligáiból (TCL, LCL) érkező csapatok már nem kapnak közvetlen helyeket a Mid-Season Invitational és a világbajnokságra. A TCL a Tier-2 liga EMEA Masters kvalifikációja lesz.

## Jelenlegi formátum
A liga 2023-as átnevezése óta 10, franchise útján kiválasztott csapat versenyez az LEC-ben. Minden szezon három részre oszlik. Mindegyik split formátuma eltérő, de a legjobb csapatok minden splitben kvalifikálják magukat a három nemzetközi League of Legends-versenyre - a téli First Standre, a tavaszi Mid-Season Invitationalre és a nyári világbajnokságra.
2023-ban és 2024-ben a három felosztás bajnoki pontokat kínált a csapatoknak, és ezek a pontok határozták meg azokat a csapatokat, amelyek kvalifikálták magukat a szezonzáró eseményre, az úgynevezett szezonzáró döntőre. Ez egy dupla kieséses rendszer volt, ahol az első 4 helyezett kvalifikálta magát a felsőházba.

### Áttekintés (2025)

#### Téli Szezon

##### Alapszakasz
- 10 csapat
- Egyetlen körmérkőzés, BO1
- A legjobb 8 csapat jut a rájátszásba

##### Rájátszás
- 8 csapat
- Dupla kiesés, BO3 a felső és az alsó ág első két fordulójában, onnantól kezdve BO5
  - Ebben a szakaszban az összes mérkőzés a Fearless Draftot használja, ahol a kiválasztott hősök nem játszhatnak a sorozat többi játékaiban.
- A rájátszás győztese kvalifikálja magát a First Stand versenyre

#### Tavaszi Szezon

##### Alapszakasz
- 10 csapat
- Egyetlen körmérkőzés, BO3
- A legjobb 6 csapat jut a 2. szakaszba

##### Rájátszás
- 6 csapat
- Dupla kiesés, BO5
- A győztes és a második kvalifikálja magát a Mid-Season Invitational (MSI) versenyre

#### Nyári Szezon

##### Alapszakasz
- 10 csapat, 2 5 fős csoportra osztva
- Egyetlen körmérkőzés, BO3
- Csoportonként a legjobb 2 csapat jut a Rájátszásba
- Mindegyik csoport harmadik és negyedik helyezettje bejut a rájátszás utolsó két helyéért

##### Rájátszás
- 6 csapat
- Dupla kiesés, BO5
  - Csoportonként az alapszakaszból a legjobb 2 csapat a felső ágra, a bejutó győztesek az alsó ágra kerülnek
- A győztes, a második és a harmadik helyezett csapatok kvalifikálják magukat a világbajnokságra
  - Ha a LEC további kiemeltet szerez az MSI-on, a negyedik helyezett csapat a 4. kiemelt lesz

## Csapatok
| Csapat        | Debütálás   | Névsor       | Névsor   | Névsor         | Névsor      | Névsor    | Vezetőedző  |
| Csapat        | Debütálás   | Felső ösvény | Dzsungel | Középső ödvény | Alsó ösvény | Támogató  | Vezetőedző  |
| ------------- | ----------- | ------------ | -------- | -------------- | ----------- | --------- | ----------- |
| Fnatic        | 2013 Tavasz | Oscarinin    | Razork   | Humanoid       | Upset       | Mikyx     | GrabbZ      |
| G2 Esports    | 2016 Tavasz | BrokenBlade  | SkewMond | Caps           | Hans Sama   | Labrov    | Dylan Falco |
| GIANTX        | 2019 Tavasz | Lot          | Closer   | Jackies        | Noah        | Jun       | Guilhoto    |
| Karmine Corp  | 2024 Tél    | Canna        | Yike     | Vladi          | Caliste     | Targamas  | Reha        |
| Movistar KOI  | 2016 Tavasz | Myrwn        | Elyoya   | Jojopyun       | Supa        | Alvaro    | Melzhet     |
| Rogue         | 2019 Tavasz | Adam         | Malrang  | Larssen        | Patrik      | Execute   | fredy122    |
| SK Gaming     | 2013 Tavasz | JNX          | ISMA     | RKR            | Rahel       | Loopy     | OWN3R       |
| Team BDS      | 2022 Tavasz | Irrelevant   | 113      | nuc            | Ice         | Parus     | Striker     |
| Team Heretics | 2023 Tél    | Carlsen      | Sheo     | Kamiloo        | Flakked     | Stend     | Machuki     |
| Team Vitality | 2016 Tavasz | Naak Nako    | Lyncas   | Czajek         | Carzzy      | Hylissang | Mac         |

## Médiaközvetítés
Az LEC elsősorban online közvetítéssel éri el nézőit, saját csatornáin keresztül a Twitch-en és a YouTube-on. Csak a Twitch-en a nézettségi számok rendszeresen meghaladják a 200 000-et az alapszakaszban, és a mérkőzések több mint 1,7 millió egyedi látogatót vonzottak. 2020 tavaszán a LEC átlagosan több mint 220 000 perces nézettséget ért el, a tavaszi döntő pedig több mint 817 000 folyamatos nézővel érte el a csúcsot. A Riot Games vezérigazgatója, Brandon Beck azonban 2012-ben kijelentette, hogy nincsenek azonnali tervek arra vonatkozóan, hogy megpróbálják az LCS-t a hagyományos televízióba vinni, de az alapszakaszról szóló híradások általában nem korlátozódnak a dedikált elektronikus sporthírportálokra, például a CBS Interactive onGamers-re.
Maga a LEC mérete és népszerűsége azonban jelentős médiafigyelmet keltett, különösen néhány olyan esemény kapcsán, amely az LEC-t komoly versenyként legitimálta.

## Eredmények

### Szezon szerint
| Év     | Szakasz       | 1. helyezett | 2.helyezett        | 3.helyezett        |
| EU LCS | EU LCS        | EU LCS       | EU LCS             | EU LCS             |
| ------ | ------------- | ------------ | ------------------ | ------------------ |
| 2013   | Tavasz        | Fnatic       | Gambit Gaming      | Evil Geniuses      |
| 2013   | Nyár          | Fnatic       | Lemondogs          | Gambit Gaming      |
| 2014   | Tavasz        | Fnatic       | SK Gaming          | Team ROCCAT        |
| 2014   | Nyár          | Alliance     | Fnatic             | SK Gaming          |
| 2015   | Tavasz        | Fnatic       | Unicorns of Love   | H2k-Gaming         |
| 2015   | Nyár          | Fnatic       | Origen             | H2k-Gaming         |
| 2016   | Tavasz        | G2 Esports   | Origen             | Fnatic             |
| 2016   | Nyár          | G2 Esports   | Splyce             | H2k-Gaming         |
| 2017   | Tavasz        | G2 Esports   | Unicorns of Love   | Fnatic             |
| 2017   | Nyár          | G2 Esports   | Misfits Gaming     | Fnatic             |
| 2018   | Tavasz        | Fnatic       | G2 Esports         | Splyce             |
| 2018   | Nyár          | Fnatic       | Schalke 04 Esports | Team Vitality      |
| LEC    |               |              |                    |                    |
| 2019   | Tavasz        | G2 Esports   | Origen             | Fnatic             |
| 2019   | Nyár          | G2 Esports   | Fnatic             | Schalke 04 Esports |
| 2020   | Tavasz        | G2 Esports   | Fnatic             | MAD Lions          |
| 2020   | Nyár          | G2 Esports   | Fnatic             | Rogue              |
| 2021   | Tavasz        | MAD Lions    | Rogue              | G2 Esports         |
| 2021   | Nyár          | MAD Lions    | Fnatic             | Rogue              |
| 2022   | Tavasz        | G2 Esports   | Rogue              | Fnatic             |
| 2022   | Nyár          | Rogue        | G2 Esports         | Fnatic             |
| 2023   | Tél           | G2 Esports   | MAD Lions          | KOI                |
| 2023   | Tavasz        | MAD Lions    | Team BDS           | Team Vitality      |
| 2023   | Nyár          | G2 Esports   | Excel Esports      | Fnatic             |
| 2023   | Season Finals | G2 Esports   | Fnatic             | MAD Lions          |
| 2024   | Tél           | G2 Esports   | MAD Lions KOI      | Team BDS           |
| 2024   | Tavasz        | G2 Esports   | Fnatic             | Team BDS           |
| 2024   | Nyár          | G2 Esports   | Fnatic             | Team BDS           |
| 2024   | Season Finals | G2 Esports   | Fnatic             | MAD Lions KOI      |
| 2025   | Tél           | Karmine Corp | G2 Esports         | Fnatic             |
| 2025   | Tavasz        | Movistar KOI | G2 Esports         | Karmine Corp       |
| 2025   | Nyár          |              |                    |                    |
| 2025   | Season Finals |              |                    |                    |

### Csapatok szerint
Azok a csapatok akik dőlt betűvel vannak feltűntetve - átalakultak, feloszlottak vagy már nem vesznek részt a bajnokságban.
| Csapat             | Győzelmek | Második helyezések | Győztes szezonok | 2. helyezett szezonok                                                                                                   |
| ------------------ | --------- | ------------------ | --- | --- |
| G2 Esports         | 16        | 4                  | 2016 tavasz, 2016 nyár, 2017 tavasz, 2017 nyár, 2019 tavasz, 2019 nyár, 2020 tavasz, 2020 nyár, 2022 tavasz, 2023 tél, 2023 nyár, 2023 Season Finals, 2024 tél, 2024 tavasz, 2024 nyár, 2024 Season Finals | 2018 tavasz, 2022 nyár, 2025 tél                                                                                        |
| Fnatic             | 7         | 9                  | 2013 tavasz, 2013 nyár, 2014 tavasz, 2015 tavasz, 2015 nyár, 2018 tavasz, 2018 nyár | 2014 nyár, 2019 nyár, 2020 tavasz, 2020 nyár, 2021 nyár, 2023 Season Finals, 2024 tavasz, 2024 nyár, 2024 Season Finals |
| Movistar KOI       | 4         | 3                  | 2021 tavasz, 2021 nyár, 2023 tavasz | 2016 nyár, 2023 tél, 2024 tél                                                                                           |
| Rogue              | 1         | 2                  | 2022 nyár | 2021 tavasz, 2022 tavasz                                                                                                |
| Alliance           | 1         | 0                  | 2014 nyár | - |
| Karmine Corp       | 1         | 0                  | 2025 tél | - |
| Origen             | 0         | 3                  | - | 2015 nyár, 2016 tavasz, 2019 tavasz                                                                                     |
| Unicorns of Love   | 0         | 2                  | - | 2015 tavasz, 2017 tavasz                                                                                                |
| Gambit Gaming      | 0         | 1                  | - | 2013 tavasz |
| Lemondogs          | 0         | 1                  | - | 2013 nyár |
| SK Gaming          | 0         | 1                  | - | 2014 tavasz |
| Misfits Gaming     | 0         | 1                  | - | 2017 nyár |
| Schalke 04 Esports | 0         | 1                  | - | 2018 nyár |
| Team BDS           | 0         | 1                  | - | 2023 tavasz |
| GIANTX             | 0         | 1                  | - | 2023 nyár |

## Fordítás
Ez a szócikk részben vagy egészben  a   League of Legends EMEA Championship című angol Wikipédia-szócikk fordításán alapul.  Az eredeti cikk szerkesztőit annak laptörténete sorolja fel. Ez a jelzés csupán a megfogalmazás eredetét és a szerzői jogokat jelzi, nem szolgál a cikkben szereplő információk forrásmegjelöléseként.